# Xantina
Xantina é uma base purínica, composto orgânico encontrado na urina e também em diversos tecidos do corpo humano, além de estar presente em algumas plantas. Uma série de estimulantes são derivados de xantina, incluindo a cafeína e teobromina
O termo Xantina deriva do grego Xanthos - que alude à cor amarela.
A xantina e o uracil, de origem extraterrestre, foram encontrados no meteorito Murchison.